# Нашшар Лайонс
«Нашшар Лайонс» (мальт. Naxxar Lions) — мальтийский футбольный клуб из небольшого городка Нашшар на севере страны. Выступает в чемпионате Мальты. Домашней ареной клуба служит Национальный стадион в Та-Кали, вмещающий 17 000 зрителей.

## История
Спортивный клуб «Нашшар Лайонс» был основан в 1920 году, однако впервые футболом спортсмены клуба начали заниматься во время Второй мировой войны в сезоне 1944/45. Уже в сезоне 1945/46 команде удаётся выйти в высший дивизион мальтийского футбол, обыграв в решающем матче «Хамрун Либерти» (4:0). В элитном дивизионе «Нашшар Лайонс» проводит три сезона, после чего у клуба начинается спад и в течение следующих 39 лет он выступает в низших лигах.
После того, как президентом клуба в 1985 году становится Михаэля Заммита-Табоны, команда завоёвывает путёвку высшую лигу, где играет на протяжении трёх сезонов с 1988 по 1991 год. Впоследствии под руководством тренера Рэя Фарруджиа команда возвращается в Премьер-лигу, оставаясь там в течение 11 сезонов (с 1994 по 2002 год).
В последующем «Нашшар Лайонс» обитает в низших дивизионах. В сезоне 2012/13 команда побеждает во втором дивизионе и получает право сыграть в высшей лиге, где задерживается на следующие три сезона. С 2016 по 2023 год клуб вновь выступал во второй лиге, вплоть до сезона 2022/23 когда, когда благодаря второму месту в чемпионате получает повышение в классе. В текущем сезоне 2023/24 «Нашшар Лайонс» занимает 6 место в Премьер-лиге Мальты.
В составе команды выступали бывшие игроки сборной Англии Пол Маринер и Дэвид Джонсон. Лучшим гвардейцем клуба является Виктор Беллиа (286 матчей), а лучшим бомбардиром — Дарен Фальзон (81 гол). В стан национальной сборной Мальты из «Нашшар Лайонс» вызывались Пол Сиксмит, Диггер Оконкво, Дэниел Богданович, Крис Око, Теренс Велла и Марк Псайла.

## Главные тренеры
- Крис Рэмси (июль 1988 — июнь 1991)
- Теренцио Польверини (июль 1999 — июнь 2000)
- Деннис Фенек (июль 2007 — июнь 2011)
- Хайро Свирски (август 2011 — апрель 2014)
- Уинстон Маскат (ноябрь 2011 — октябрь 2014)
- Хайро Свирски (июль 2013 — июнь 2014)
- Джесмонд Зерафа (октябрь 2014 — июнь 2015)
- Стефано Грима (июль — октябрь 2015)
- Клайв Мицци (октябрь 2015 — май 2016)
- Рамон Заммит (май 2016 — июнь 2017)
- Деннис Фенек (июль — сентябрь 2017)
- Стюарт Уоткисс (сентябрь — ноябрь 2017)
- Оливер Спитери (ноябрь 2017 — май 2019)
- Стив Д’Амато (август 2018 — май 2019)
- Чарльз Маскат (июнь 2019 — июнь 2023)
- Джордж Велла (с июня 2023 года)

## Последние результаты
| Сезон   | Див. | Место | Кубок       |
| ------- | ---- | ----- | ----------- |
| 2010/11 | III  | 3     |             |
| 2011/12 | II   | 6     | 1/32 финала |
| 2012/13 | II   | 1     | 1/16 финала |
| 2013/14 | I    | 10    | 1/4 финала  |
| 2014/15 | I    | 7     | 1/16 финала |
| 2015/16 | I    | 11    | 1/16 финала |
| 2016/17 | II   | 3     | 1/32 финала |
| 2017/18 | II   | 13    | 1/8 финала  |
| 2018/19 | II   | 4     | 1/32 финала |
| 2019/20 | II   | 4     | 1/32 финала |
| 2020/21 | II   | 6     | -           |
| 2021/22 | II   | 4     | 1/32 финала |
| 2022/23 | II   | 2     | 1/64 финала |
| 2023/24 | I    | идёт  | 1/32 финала |